# Koen Van Bockstal
Koen Van Bockstal (1961) is een Belgisch manager.

## Levensloop
Koen Van Bockstal studeerde geschiedenis aan de Rijksuniversiteit Gent en werd beroepshalve leerkracht geschiedenis en esthetica. In 1988 stapte hij over naar de muziekindustrie. Hij werkte bij Free Record Shop en BMG Ariola en maakte in 1997 de overstap naar Sony Music Entertainment België. Hij was er achtereenvolgens general manager en vice-president artist & repertoire Benelux en was tevens lid van de stuurgroep artist & repertoire van Sony Music Europa. Van 2004 tot 2006 was Van Bockstal general manager van Sony BMG Music Entertainment België. Als verantwoordelijke voor het lokale artistieke beleid introduceerde hij artiesten en groepen zoals Hooverphonic en K's Choice op internationaal niveau.
In 2006 werd hij zakelijk leider van het Internationaal Filmfestival van Vlaanderen-Gent. Van februari 2007 tot november 2010 was hij gedelegeerd bestuurder van Oxfam Wereldwinkels vzw en Oxfam Fair Trade cvba en voorzitter van de Oxfam International Fair Trade Work Group. Van januari 2012 tot oktober 2019 was hij in opvolging van Carlo Van Baelen directeur van het Vlaams Fonds voor de Letteren (vanaf 2019 Literatuur Vlaanderen). In november 2019 stapte Van Bockstal over naar UNICEF België, waar hij algemeen directeur werd. In januari 2021 volgde hij Erwin Provoost als directeur-intendant van het Vlaams Audiovisueel Fonds.